# Power-line communication

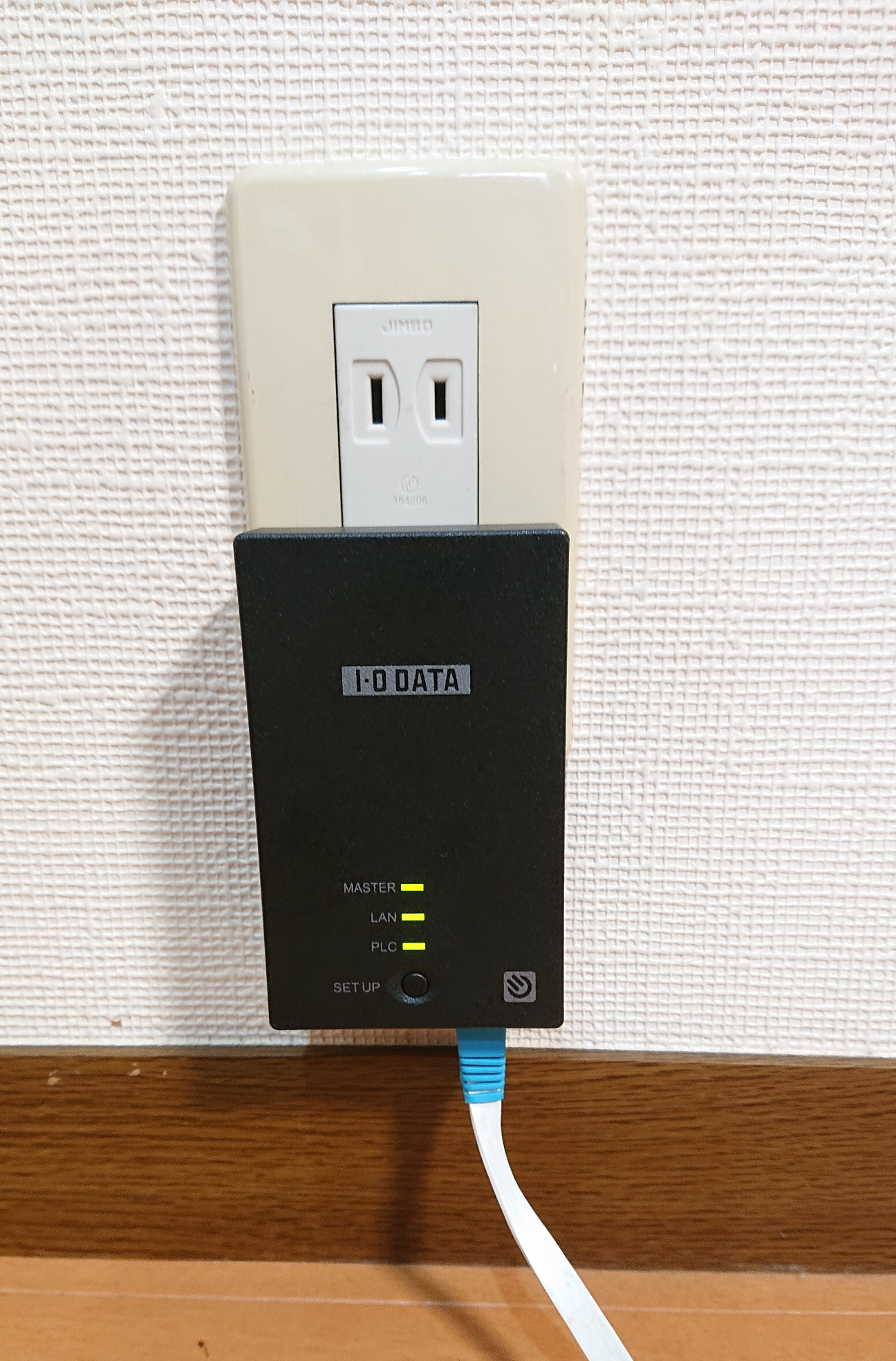
PLC hálózati adapter

Az elektromos hálózaton történő kommunikáció (PLC, az angol „Power-Line Communication” kifejezésből) olyan vezetéken történő adatátvitel, amelyet egyidejűleg váltakozó áramú villamos energia átvitelére vagy a fogyasztók felé történő elosztására is használnak. Az ezt végző vezetéket hálózati vezetéknek nevezzük.
A PLC technológiák jellemzően a kisfeszültségű (230/400 V) „háztartásokban használt” elektromos elosztóhálózatot használják fel adattovábbításra. Az adathálózati kapcsolat jellemzően RJ-45 interfészű és manapság 10/100BaseT(X) szerinti.
A PLC megoldásokat különböző gyártói csoportosulások dolgozták ki, így többféle, egymással versengő technológia létezik a piacon. Az alkalmazott közeghozzáférési és modulációs technikák következtében a fizikai rétegi sebesség és a ténylegesen elérhető IP szintű adatsebesség között "WLAN" szintű arány van, azaz nagyjából a fizikai sebesség felét lehet IP szinten elérni.
A már informatikai hálózatokban is alkalmazott, a piacon elérhető eszközökben megtestesülő főbb technológiák:
- HomePlug 1.0
- HomePlug 1.0 with Turbo
- HomePlug AV1
- HomePlug AV2
- HomePlug Green PHY
- HomePlug Access BPL[2]